# イリナ・ヴィネル
イリナ・ヴィネル（Ири́на Алекса́ндровна Ви́нер イリーナ・アリクサーンドラヴナ・ヴィーニル、1948年7月30日、ソビエト連邦ウズベク・ソビエト社会主義共和国サマルカンド -）はロシアとウズベキスタンの新体操の功労トレーナー（Заслуженный тренер）、ロシア連邦身体文化功労者（Заслуженный работник физической культуры Российской Федерации）、教育科学博士、教授。
全ロシア連邦新体操総裁（2008年より）、国際体操連盟（FIG）専門委員会副総裁。
2001年にロシアの名誉勲章受勲、2005年に勲四等祖国功労章（орденом «За заслуги перед Отечеством»）受勲。2006年に汎ロシア社会賞ナツィオナリノエ・ヴェリチエ（Национальное величие）受賞。2008年12月30日、勲三等祖国功労章受勲。

## 経歴
父アレクサンドル・エフィモヴィッチ・ヴィネル（Александр Ефимович Винер）はウズベキスタン人民芸能家（Народный художник Узбекистана）、芸術アカデミー職員。母ゾヤ・ジノヴィエフナ・ヴィネル（Зоя Зиновьевна Винер）は医師。
11歳より新体操をはじめ、リリヤ・ペトロヴァとエレオノル・スマロコヴァの指導を受ける。ウズベキスタン体操大会で3度チャンピオンとなった。
1965年にイリナ･ヴィネルはタシュケントの高等学校を銀メダルで110位で卒業、ウズベク身体文化大学（Узбекский государственный институт физической культуры）でより高度なスポーツ教育を受け1969年に卒業。
タシュケントの共和国特別青少年スポーツオリンピック予備隊学校（республиканской специализированной детско‑юношеской спортивной школе）で働く。1972年から1992年まではタシュケントの新体操のナショナルチームのトレーナー及びウズベキスタンの体操のナショナルチームとして働く。
1992年から彼女はモスクワに住んで、Центр олимпийской подготовки（オリンピック訓練センター）で働くようになり、2001年からはロシアの新体操選手団のヘッドコーチとなった。
2008年からは全ロシア連邦新体操総裁となった。
彼女の教え子の中には1996年アトランタオリンピック銀メダリストのヤナ・バティルシナ（Яна Батыршина）、シドニーオリンピック優勝者ユリア・バルスコワ、アテネオリンピック優勝者アリーナ・カバエワ、北京オリンピックとロンドンオリンピックの優勝者エフゲニア・カナエワなどがいる。

### 家族
夫であるビジネスマン アリシェル・ウスマノフはメタロインベストのオーナー。息子アントン・ヴィネルはネットワーク団体«Сан‑Сити»のオーナー。